# Kim English
Kim English, Jr., né le 24 septembre 1988, à Baltimore, dans le Maryland, est un joueur américain de basket-ball. Il évolue au poste d'arrière.

## Carrière de joueur

### Carrière universitaire
Au cours de sa saison senior à Randallstown High School, English à une moyenne de 18,2 points et 7,4 rebonds et a été nommé MVP tout en menant Randallstown à leur troisième championnat d’État consécutif.
English joue au niveau universitaire pour les Tigers du Missouri (première division NCAA). Lors du tournoi NCAA 2012, les Tigers remportent le tournoi de la Big 12 Conference et English est nommé MVP. Les Tigers sont éliminés dès le premier tour du tournoi final NCAA.

### Carrière professionnelle
Kim English est drafté en 2012 en 44e position par les Pistons de Détroit.
Il participe à la NBA Summer League 2012 avec les Pistons. Le 12 juillet 2012, il signe avec la franchise du Michigan. Il est assigné chez les Mad Ants de Fort Wayne le 12 décembre 2012  mais il fait son retour en NBA une semaine après. Il jouera 41 matches avec les Pistons durant la saison 2012-2013 avec une moyenne de 2,9 points par match, 0,9 rebond et 0,6 passe décisive et un pourcentage au tir de 37,5 %.
Il rejoint les Pistons pour la Summer League 2013. Le 11 juillet 2013, il est coupé. Le 26 août 2013, il s'engage en Italie avec le Montepaschi Siena. Mi novembre 2013, il quitte le club italien après avoir joué seulement 9 matches. Le 27 novembre 2013, il rejoint la France et le club de la Chorale Roanne pour le reste de la saison 2013-2014.
En juillet 2014, il rejoint le Magic d'Orlando pour la Summer League 2014. Le 26 septembre 2014, il s'engage avec les Bulls de Chicago. Le 18 octobre 2014, il est coupé par la franchise de l'Illinois. Fin octobre, il revient en France au SLUC Nancy pour compenser la blessure de Vaughn Duggins. Il s'engage pour un mois le 3 décembre 2014 avec Cholet Basket pour compenser la blessure de Cedrick Banks. Le 26 février 2015, il rejoint le Venezuela et le club des Guaros de Lara. Le 26 avril 2015, il quitte le club vénézuélien.
Il met un terme à sa carrière de joueur professionnel en mai 2015.

### Clubs successifs
- 2012-2013 :  Pistons de Détroit
- 2012 :  Mad Ants de Fort Wayne
- 2013 :  Mens Sana Sienne
- 2013-2014 :  Chorale de Roanne
- 2014 :  SLUC Nancy
- 2014 :  Cholet Basket
- 2015 :  Guaros de Lara

## Carrière d’entraîneur
En mai 2015, Kim English rejoint l'université de Tulsa en NCAA comme entraîneur adjoint et agent recruteur pour l'équipe des Golden Hurricane de Tulsa sous la direction de Frank Haith.
En août 2017, il quitte l'université de Tulsa pour rejoindre l'université du Colorado à Boulder. Il devient l'adjoint de l'entraîneur Tad Boyle en remplacement de Jean Prioleau au sein de l'équipe de basket des Buffaloes du Colorado.
Le 10 avril 2019, il rejoint l'université du Tennessee sous la direction de Rick Barnes en remplacement de Rob Lanier en tant qu'adjoint de l'équipe des Volunteers du Tennessee.
Le 23 mars 2021, il devient l'entraîneur principal de l'équipe masculine de basket-ball des Patriots de George Mason.
Le 23 mars 2023, il devient l'entraîneur principal de l'équipe masculine de basket-ball des Friars de Providence.

### Clubs successifs en tant qu'entraîneur
- 2015-2017 :  Golden Hurricane de Tulsa (NCAA) (entraîneur adjoint / agent recruteur)
- 2017-2019 :  Buffaloes du Colorado (NCAA) (entraîneur adjoint)
- 2019-2021 :  Volunteers du Tennessee (NCAA) (entraîneur adjoint)
- 2021-2023 :  Patriots de George Mason (NCAA) (entraîneur principal)
- 2023- :  Friars de Providence (NCAA) (entraîneur principal)